# 瓦爾肯冰原島峰
76°35′S 144°37′W / 76.583°S 144.617°W
瓦爾肯冰原島峰（英語：Vulcan Nunatak）是南極洲的冰原島峰，位於瑪麗伯德地，處於理查森山東南面3.7公里，屬於福特山脈中福斯迪克山脈的一部分，在1934年11月28日由美國探險隊發現，現時由南極條約體系管理。